# Сказіна Ірина Сергіївна
Сказіна Ірина Сергіївна — українська співачка, заслужена артистка України (1999), Лауреат багатьох співочих конкурсів, у тому числі: «М'Обсерваторія», «Шлягер року», «Хіт року», «Таврійські ігри» (в номінації «Співачка року»).

## Біографічні відомості
Народилася у Києві. За освітою - режисер. 

## Музична творчість
1992 рік - перший аудіоальбом «Чорнобривці».
1998 рік - альбом «Десь там...»
1999 рік - альбом «Його губи пахнуть манго...»
З сольною концертною програмою «Десь там ...» співачка дала понад 100 концертів у різних містах України. 
З 1996 по 2002 рік співпрацювала із продюсером Володимиром Орловим.

## Робота у кіно
1998 рік - участь у музичному проекті телеканалу Інтер «Бери шинель...» за мотивами фільму «В бій ідуть самі «старі»».